# Attila (альбом)
Attila — тридцать третий студийный альбом итальянской певицы Мины, выпущенный в 1979 году на лейбле PDU.

## Об альбоме
Данным альбомом певица открыла серию двойных альбомов, которые будут выходить следующие десять лет; изначально пластинка распространялась как просто двойной альбом, но в некоторых поздних изданиях (например, для CD или цифровой загрузки) стал распространяться как альбом из двух отдельных дисков (с приписками к названию «Vol. 1» и «Vol. 2» и разными обложками).
Альбом стал одним из самых продаваемых в дискографии певицы, он достиг второго места в альбомном еженедельном рейтинге и в общей сложности стал десятым самым продаваемым альбомом за 1980 год.
Шестнадцатилетний сын певицы, Массимилиано Пани, выступил в качестве автора и продюсера песен «Sensazioni» и «Il vento». На альбоме присутствует кавер-версия песни Айзека Хейза	«Don’t Take Your Love Away» продолжительностью девять минут, это самая длинная песня Мины за всю карьеру. Песни «Rock and roll star» и «Anche tu» были также записаны певицей на испанском под названиями «Estrella del rock» и «También tù», они попали на испанское издание альбома.
Обложка альбома была создана Лучиано Талларини и Джанни Ронко на основе фотографий Мины, сделанных Мауро Балетти. В 1979 году обложки альбома были выставлены в Музее современного искусства в Нью-Йорке.

## Список композиций
| №  | Название                 | Автор(ы)                             | Длительность |
| -- | ------------------------ | ------------------------------------ | ------------ |
| 1. | «Tiger Bay»              | Джули Скотт, Беппе Кантарелли        | 6:50         |
| 2. | «Ma ci pensi»            | Нино Романо, Федерико Монти Ардуини  | 4:15         |
| 3. | «Se il mio canto sei tu» | Паола Бланди, Беппе Кантарелли       | 4:23         |
| 4. | «Non tornerò»            | Паола Бланди, Беппе Кантарелли       | 6:31         |
| 5. | «Che novità»             | Фирмо Риццини, Руди Меледандри       | 4:54         |
| 6. | «Bonne nuit»             | Андреа Ло Веккьо, Шел Шапиро         | 3:11         |
| 7. | «Sensazioni»             | Валентино Альфано, Массимилиано Пани | 4:47         |
| 8. | «Un po’ di più»          | Серджо Бардотти, Шел Шапиро          | 3:57         |
| 9. | «Il vento»               | Валентино Альфано, Массимилиано Пани | 4:56         |

| №  | Название                    | Автор(ы)                                                              | Длительность |
| -- | --------------------------- | --------------------------------------------------------------------- | ------------ |
| 1. | «Don’t Take Your Love Away» | Ли Хатим, Айзек Хейз                                                  | 9:05         |
| 2. | «Rock and Roll Star»        | Андреа Ло Веккьо, Шел Шапиро                                          | 3:29         |
| 3. | «Fiore amaro»               | Энрико Риккарди                                                       | 4:03         |
| 4. | «Sei metà»                  | Паола Бланди, Беппе Кантарелли                                        | 5:18         |
| 5. | «Anche tu»                  | Кристьяно Минелло, Беппе Кантарелли                                   | 4:56         |
| 6. | «Street Angel»              | Бобби Харт, Бобби Вайнштейн, Тедди Рандаццо                           | 4:45         |
| 7. | «Che volgarità»             | Кристиано Мальджольо, Коррадо Кастеллари                              | 3:41         |
| 8. | «Anche un uomo»             | Альберто Теста, Майк Бонджорно, Людовико Перегрини, Анселмо Дженовезе | 4:48         |
| 9. | «Shadow of My Old Road»     | Фирмо Риццини, Руди Меледандри                                        | 4:05         |

## Чарты
| Чарт (1979–80)           | Высшая позиция | Недель в чарте |
| ------------------------ | -------------- | -------------- |
| Италия (Musica e dischi) | 2              | 29             |

| Чарт (1980)              | Позиция |
| ------------------------ | ------- |
| Италия (Musica e dischi) | 10      |